# 서일본 여객철도 207계 전동차
JR 서일본 207계 전동차(일본어: JR西日本207系電車)는 서일본 여객철도(JR 서일본)의 직류 통근형 전동차이다. 2008년 현재 JR 서일본의 어번 네트워크를 대표하는 차량이다.
2017년 현재, 재적 중인 모든 차량이 아보시 차량소 아카시 품질 관리 센터에 배치되어있다. 제조는 가와사키 중공업, 긴키 차량, 히타치 제작소와 JR 서일본의 고토 종합 차량소이다.

## 차량개요

### 개요
JR 서일본이 민영화 후에 최초로 설계한 통근형 전동차로 주회로 제어는 JR 서일본 최초로 VVVF 인버터를 채용하여 최고속도를 내게 되었다. 등장 당시 통근형 전동차로는 처음인 120 km/h에 대응하였다. 제조 당초부터 지하구간에 대응하는 설계, 출입문 반자동 기능, 내설 브레이크등 한랭지 대책도 세워서 JR 서일본 어번 네트워크의 직류 전철화 구역의 전구간에서 사용가능한 상태이다.
원래는 가타마치 선과 후쿠치야마 선을 잇기 위한 가타후쿠 연락선(현 JR 도자이 선)가 지하선으로 신설되었던 탓에 여기에 들어가게 하려고 구상했던 종래의 구형 통근 전동차 103계가 설계, 도입될 예정이었지만 그 이후 각선의 공통운용과 구형차의 교체를 위해 JR 서일본의 표준형 통근 차량을 대폭 도입, 증비하기로 하였다. 10년 이상 동안에 484량이 제조되었지만, 차체는 모든 차량이 공통으로 사용하였다. 다만 구동, 제어계와 그 밖의 기기류는 제조가 시작되었던 때로부터 시간이 지남에 따라 달라진 부분이 많다. 또한 고속 운용시의 사행동을 방지하기 위한 대차의 요댐퍼가 도입 도중에 추가 탑재되어, 당초 준비공사를 행하였던 초기차량에도 확대 적용되었다. 또한 최근에는 역에의 정차시에 출입문 개방후 약 20초쯤에 신칸센 700계 전동차나 신칸센 N700계 전동차와 동일한 전자음이 울리게 되어있다.
또한 운전실에는 223계, 281계, 681계와 같은 디지털 계기판을 갖추었다

### 운용노선
- 도카이도 본선, 산요 본선 (비와코 선, JR 교토 선, JR 고베 선) = 게이한신 완행선

(야스 ~) 교토 ~ 오사카 ~ 고베 ~ 스마 ~ 니시아카시 (~ 가코가와)간에 걸쳐 운용되고 있고, 아마가사키 이서로는 가타마치 선(갓켄토시 선), JR 도자이 선으로부터의 직통이 붙는다. 기본적으로는 보통 열차에 한해서 운용된다.
현재는 교토 ~ 니시아카시가 주된 영업 구간으로, 니시아카시 ~ 가코가와는 이른 아침에만 주행한다. 간혹 회송 열차나 시운전 열차로 가코가와 이서의 가미고리까지 운행했던 일도 있고, 과거에는 한번이지만 아코 선(아이오이 ~ 반슈아코)에 입선했던 일도 있다.
- 후쿠치야마 선 (JR 다카라즈카 선)

도카이도 본선(JR 교토 선)과 JR 도자이 선, 가타마치 선(갓켄토시 선)과 직통운행한다. 도카이도 본선(JR 교토 선)부터는(교토 ~) 다카츠키 ~ 오사카 ~ 신산다 (~ 사사야마구치)간에 직통 운행을 하고 있다. 러시아워 시에는 오사카 ~ 신산다/사사야마구치 간의 쾌속운용에도 투입된다.
- JR 도자이 선, 가타마치 선 (갓켄토시 선)

도카이도 본선(JR 고베 선) 또는 후쿠치야마 선(JR 다카라즈카 선)에서 직통하며, (가코가와 ~ 니시아카시)/(사사야마구치 ~ 다카라즈카) ~ 아마가사키 ~ 마츠이야마테 ~ 교타나베 ~ 기즈간에 직통 운행하고 있다.
도시샤마에 ~ 기즈 간의 갓켄토시 선 구간은 플랫폼의 유효장이 4량 밖에 안되어, 마츠이야마테 역에서 병결, 분리 운행을 실시하고 있다. 현재 해당 구간의 플랫폼의 유효장을 7량으로 늘리는 공사를 할 예정이다.
- 간사이 본선 (야마토지 선)

기즈 ~ 나라간. 아침저녁, 심야에만 운행하고, 4량 편성으로 운전한다.
- 고세이 선

야마시나 ~ 오미마이코 간. 아침저녁은 가타타 -> 야마시나가 1일 1회, 야간에는 야마시나 -> 오미마이코가 평일에만 1회 운용되고 있다.
또한 321계와의 공통운용 중인 F1편성이 간혹 평일 하루중의 야마시나 ~ 가타타간 1왕복 열차의 운용에 투입되는 일도 있다.

### 차체 외관
JR의 통근형 전동차로는 표준적인 20m 4도어 전동차이다. 구체적인 소재는 1988년에 한와 선용으로 투입된 205계 1000번대에 이어 비드식 가공 경량 전스테인리스 차량 구조로, 전두부의 측면과 기기류를 설치하는 지붕 부분은 FRP제로 되어있다. 종래의 통근형 전동차가 차체폭 2800mm였던 것에 비해 207계는 정원수를 약간 늘리고자 하였기 때문에 근교형 전동차에서 많이 보였던 2950mm의 광폭형 차체가 JR의 통근형 전동차로는 처음으로 채용되었다.
전면은 중앙에 비상용 관통문이 설치된 형태이다. 중앙이 튀어나오고 상하가 들어간, 옆에서 보면 부채꼴 형태의 모양으로, 보통 철강제로 사고시 충격흡수의 역할을 맡기 때문에 두껍게 된 것이다. 전조등과 미등은 사각형 형태로 옆의 합계 4등이 배치되어 있다.
앞뒤 측면에는 외면에 설치된 소화기를 차내에 들여오는 경로로, 또는 비상시의 환기용의 개구면적을 확보하기 위한 목적으로 대형의 1단 하강창이 설비되어 있다. 때문에 차량간을 연결하는 여객용 관통로가 중앙으로부터 JR 고베선 주행시를 기준으로 약간 북쪽에 위치하게 되어, 좌우 비대칭 형태가 되어있다. 또한 앞뒤 측면의 벽 상부에는 환기통이 설치되어 있다.
집전 장치는 JR 도자이 선 내의 강체가선에서 이선(離線) 대책으로 'WPS22A형'을 쿠모하 207, 모하 207에 1량당 2기를 탑재하고 있다. 현재, JR 도자이 선 이외에서는 차체 서측의 가코가와·사사야마구치 측만을 올려서 주행하며, 아마가사키 역 및 교바시역에서 승강작업을 행한다.
측면 창 밑에는 JR 서일본의 CI 컬러와 도카이도 본선·산요 본선(JR 고베·교토 선)의 라인 컬러인 청색(■) 및 약간 밝게 한 색상의 띠가 쓰였으나 후쿠치야마 선 탈선 사고 이후 2005년 321계 도입시부터 짙은 청색과 주황 색, 백색을 배치한 형태로 바뀌었다.

#### 종별, 행선 표시기
종별 및 행선 표시기는 221계에서 채용된 방식과 같이 종별 표시기를 행선막으로, 행선 표시기를 LED 방식으로 병용하고 있다. 다만 221계에서 행선 표시기 옆에 표시되던 호차 표시는 생략되었다.
종별 표시기의 문자 색상은 '구간 쾌속'이 녹색, JR 다카라즈카 선 계통의 '쾌속'이 오렌지색, '신쾌속'(정규 운용 없음)이 청색이다. 이외에는 백색이며, '쾌속' 역시도 백색으로 표기될 경우가 있다.
행선막을 사용하는 방식
문자의 밑에 사용된 색상줄은 노선 색상을 표시한다.
청색 (■)
통상적으로는 보통 열차의 표시만 사용. 임시 운용에 대비해, 청색띠의 신쾌속, 쾌속도 포함되어 있다.
- 동행…JR 고베 선·JR 다카라즈카 선 → JR 교토 선 계통
- 서행…JR 교토 선 → JR 고베 선 계통

황색 (■)
JR 다카라즈카 선의 색상.
- 동행…JR 다카라즈카 선내 운용 열차 (오사카 발착, 이 경우 보통 열차가 쓰카모토역을 통과)
- 서행…JR 교토 선 → JR 다카라즈카 선, 또는 JR 다카라즈카 선내 운용 열차

분홍색 (■)
JR 도자이 선을 경유하는 열차는 모두 사용.
- 동행…JR 고베 선·JR 다카라즈카 선 → JR 도자이 선·갓켄토시 선
- 서행…JR 도자이 선·갓켄토시 선 → JR 고베 선·JR 다카라즈카 선

황록색 (■)
갓켄토시 선내 운용 열차에만 쓰임.
그 밖의 색상도 존재하지만, 평소에는 쓰지 않는다.
- 구간쾌속…황색, 녹색 (■), 주황색 (■), 흑색의 라인 컬러가 들어간 막들이 준비되어 있지만, 아마가사키부터 JR 도자이 선·갓켄토시 선 운용의 동행 구간 쾌속의 경우 녹색을 사용.
- 야마토지 쾌속…라인 컬러 및 문자 모두 녹색. 현 시점에서 사용 실적은 없다. 참고로, 221계의 경우 라인 컬러가 없었던 것이 2008년 3월 15일 시각표 개정 이후 녹색의 라인 컬러가 들어가게 되었다.
- 간혹 라인 컬러를 실수로 잘못 사용하는 경우도 있다. 또한 와다미사키 선이나 아코 선 임시 운용 시기에는 라인 컬러가 없는 것을 사용한다.

##### 게임
게임: 이 중에서 207계를 찾아라!
ゲーム:この中から207系をさがせ！
철도 시뮬레이터

## 같이 보기
- JR 후쿠치야마선 탈선 사고